# اوپوتاراوای
اوپوتاراوای (به لاتین: Upputtaravai) یک منطقهٔ مسکونی در سری‌لانکا است که در استان شمالی (سری‌لانکا) واقع شده‌است.